# Graveworm

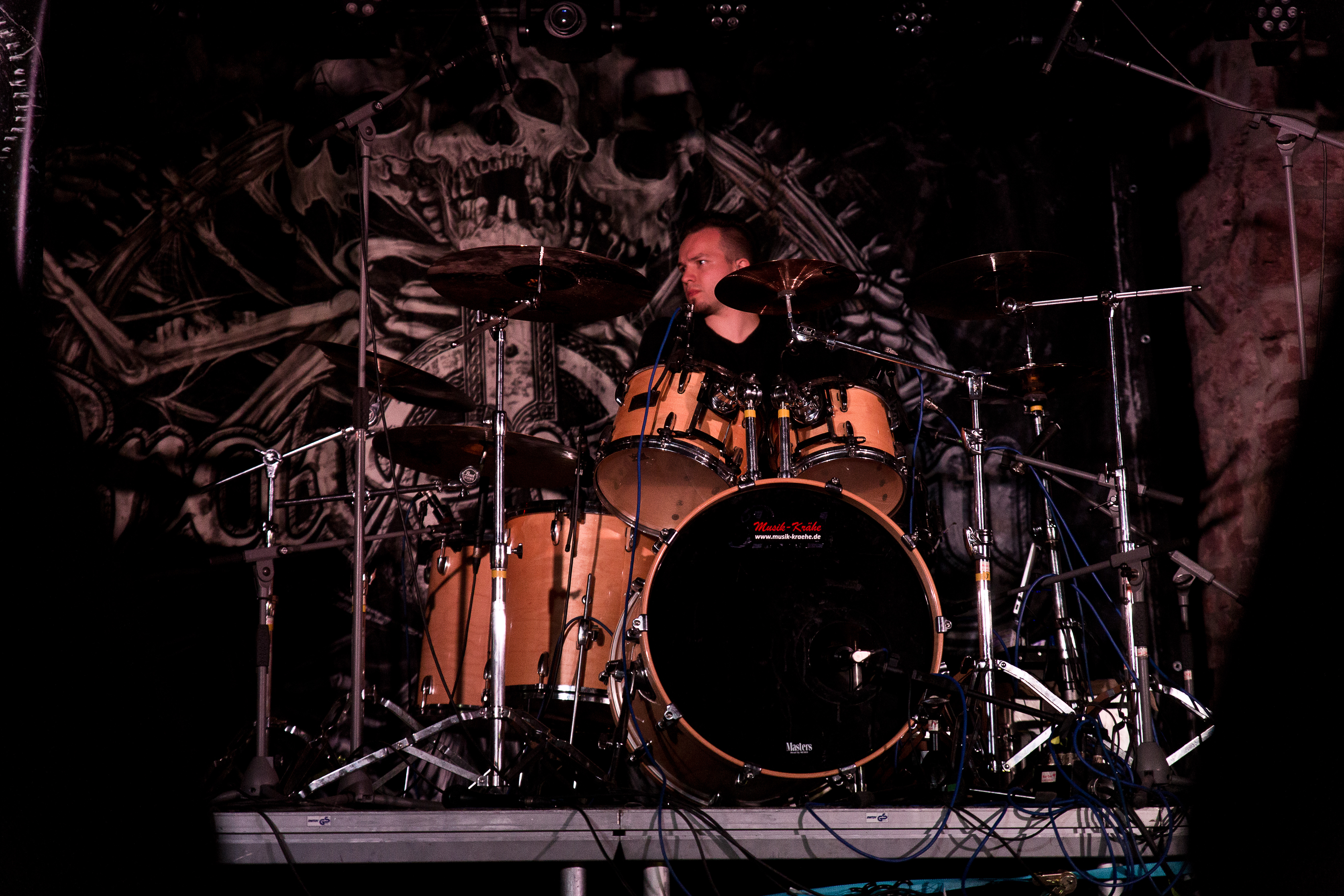
Session-Schlagzeuger Moe Harringer am Schlagzeug beim Dark Troll Festival 2016.

Graveworm (engl. für ‚Grabwurm‘) ist eine Dark-Metal-Band aus Südtirol, die im Jahre 1997 gegründet wurde.

## Bandgeschichte
Graveworm wurde 1997 erstmals vom Label Serenades Records nach einem Live-Auftritt in ihrer Heimatstadt Bruneck in Südtirol unter Vertrag genommen, ohne dass die Band zuvor eine Demoaufnahme produziert hätte. Nach ersten positiven Resonanzen erschien das Debütalbum When Daylight’s Gone.
Auf der darauf folgenden Tour mit Crematory, Therion und Lake of Tears lernte die Band die Sängerin Sarah Jezebel Deva kennen und arbeitete 1998 mit ihr an der EP Underneath the Crescent Moon zusammen. Neben einem gesprochenen Part in By the Grace of God übernahm sie die klassischen Vocals am Remake des Titels Awake.
Im gleichen Jahr tritt die Band erstmals auf dem Wacken Open Air auf.
1999 erschien As the Angels Reach the Beauty, dem eine Deutschlandtour zusammen mit Agathodaimon und Siebenbürgen folgte.
Scourge of Malice erlaubte der Band dann 2001 die erste Headliner-Tour mit Unterstützung durch Suidakra, Dornenreich, Vintersorg und Darkwell. Auf Scourge of Malice befindet sich eine Coverversion des Iron-Maiden-Titels Fear of the Dark. Im darauffolgenden Jahr wechselte sie zum deutschen Label Nuclear Blast. Didi Schraffl (Bass) verließ die Band, und Harry Klenk (Gitarre) wurde durch Eric Righi ersetzt. Zusammen mit Righi produzierte sie Engraved in Black, welches 2003 auf den Markt kam und auf dem auch eine Coverversion des Pet-Shop-Boys-Titels It’s a Sin vertreten ist. Kurz nach dessen Erscheinen verließ der wesentlich am Songschreibeprozess beteiligte Steve Unterpertinger (Gitarre) die Band und wurde durch Lukas Flarer ersetzt, der schon zuvor bei Liveauftritten den Bass übernahm. Harald Klenk kam wieder zurück, diesmal allerdings als Bassist.
2004 spielte sie auf der X-Mas Festival Tour zusammen mit Destruction, Kataklysm und anderen Bands. Martin „Marschtl“ Innerbichler am Schlagzeug nahm eine private Auszeit, und Moritz Neuner (früher bei Darkwell, Dornenreich, Leave's Eye und Shadowcast) übernahm seinen Job. Dem Album (N)Utopia (2005) folgte eine Tour, in der sie zusammen mit Communic im Vorprogramm von Ensiferum auftrat. Ende September 2005 verließ Lukas Flarer aus persönlichen Gründen die Band und wurde durch Thomas „Stirz“ Orgler ersetzt, der auch schon in der Vergangenheit des Öfteren ausgeholfen hatte. Die (N)Utopia-Tour, die für Spätherbst 2005 geplant war, musste auf Grund eines Todesfalls in der Familie Fioris abgesagt und auf unbestimmte Zeit verschoben werden.
Im Mai 2006 spielte Graveworm im Rahmen der Metal Crusader Tour 06 gemeinsam mit Kataklysm, Vader, Nuclear Assault, Speed/Kill/Hate und The Absence sechs Wochen in den Vereinigten Staaten und Kanada.
2007 erschien das Collateral Defect betitelte Album bei Massacre Records, bei dem Orgler das Songwriting übernahm. Die Stücke unterscheiden sich stärker von den Vorgängeralben und gehen neue Wege. Aus der darauffolgenden Tour mit Disbelief und In Slumber entstand die Zusammenarbeit mit Jagger (Disbelief), der auf den im Juni 2009 erschienenen Album Diabolical Figures den Text für Forlorn Hope schrieb und dort auch als Gastsänger in Erscheinung tritt.
Im Frühjahr 2011 verließ Harald Klenk aus familiären Gründen die Band und wurde durch Florian Reiner (Voices of decay) ersetzt.
Ende 2011 erschien bei Nuclear Blast das Album Fragments of Death, das wieder etwas stärker an die Wurzeln des Sextetts erinnert. Die Keyboards wurden im Gesamtsound etwas in den Hintergrund gesetzt und die Songstrukturen linearer.
Kurz nach der Veröffentlichung trennte die Band sich von Thomas Stirz und Sabine Mair und beschloss, in Zukunft bei Live-Auftritten auf Samples zurückzugreifen und keinen Keyboarder ins Line-up aufzunehmen. Die fehlende Stelle an der Gitarre hat Gründungsmitglied und ehemaliger Hauptsongwriter Steve Unterpertinger übernommen.
Im November 2012 spielte Graveworm eine Headliner-Tournee mit Agathodaimon, Emergency Gate und Kadavrik. Es folgte eine kurze Tour durch China.
Im Herbst 2014 führte die Band den ersten Teil der wiederbelebten Wacken Road Shows an und veröffentlichte im Juni 2015 bei AFM Records das Album Ascending Hate.

## Diskografie

### Alben
- 1997: When Daylight’s Gone
- 1999: As the Angels Reach the Beauty
- 2001: Scourge of Malice
- 2003: Engraved in Black
- 2005: (N)utopia
- 2007: Collateral Defect
- 2009: Diabolical Figures
- 2011: Fragments of Death
- 2015: Ascending Hate
- 2023: Killing Innocence

### Sonstiges
- 1997: Demo 1997 (MC)
- 1997: Eternal Winds (EP)
- 1998: Underneath the Crescent Moon (Single)
- 1998: Awaiting the Shinning (VHS)